# Andrea Modica
Andrea Modica (* 	18. ledna 1960, Brooklyn) je americká fotografka a profesorka fotografie na Drexel University. Je známá portrétní fotografií a používáním platinového tisku vytvořeného pomocí velkoformátového fotoaparátu 8x10". Modica je autorkou mnoha monografií, včetně Treadwell (1996) nebo Barbara (2002).

## Životopis
Modica se narodila v Brooklynu v New Yorku. Získala titul BFA v oboru vizuální umění a dějiny umění na State University of New York College (SUNY) v Purchase, NY v roce 1982 a titul MFA v oboru fotografie na Yale University v roce 1985.

## Lektorka
Modica učila fotografii na State University of New York – Oneonta po dobu třinácti let a vyučovala také na Princetonské univerzitě, Parsons School of Design, State University of New York College at Purchase a Colorado College. V současné době (2020) je profesorkou fotografie na Drexel University.

## Dílo
Nejznámějším dílem autorky je cyklus Treadwell. V letech 1986 až 2001 inscenovala a fotografovala mladou dívku jménem Barbara a její rodinu v severní části státu New York fotografickou kamerou 8x10", a sledovala rodinu od farmy k farmě ve městě Treadwell v New Yorku a okolí. Společnost Chronicle Books vydala dílo v knižní podobě v roce 1996. Modica pokračovala ve fotografování Barbary až do její smrti na dětskou cukrovku v roce 2001. Dílo z pozdějšího období Barbarina života vydalo nakladatelství Nazraeli Press v roce 2004. Nazraeli Press také publikovalo Human Being, sérii lidských lebek z 19. století, které byly objeveny v psychiatrické léčebně v Pueblu v Coloradu.
As We Wait je sbírka do roku 2015 nepublikovaných portrétů, zátiší, krajin a koní, jejichž kurátorem byl Larry Fink. V roce 2018 nakladatelství Grafiche dell'Artiere vydalo portréty Philadelphia Mummers.
Ještě před zahájením série Best Friends fotografovala Modica studenty střední školy v Connecticutu a všimla si, že v pozadí focení je často přítomen kamarád. Začala spolu fotografovat přátele na jiných středních školách ve Filadelfii a v italské Modeně.
Pro sérii Fountain Modica dokumentovala rodinu Bakerových ve Fountain v Coloradu po dobu devíti let. Rodina provozuje malá jatka. Fotografovala vnitřní fungování farmy i intimní rodinné momenty.
Cyklus Real Indians kombinuje vyprávění v první osobě od 37 původních Američanů s černobílými fotografickými portréty každého z nich.
Pro Minor League fotografovala Modica v roce 1993 v Oneontě v New Yorku a na jarním tréninkovém kempu New York Yankees na Floridě pro projekt o mladých hráčích. Fotografovala úzkosti mladých sportovců a zaměřila se na hráče nižší ligy, kteří doufali, že půjdou nahoru.
Modica fotografovala a natáčela koně v pooperačních stavech anestezie v Theatrum Equorum, později vydaném nakladatelstvím TIS books v roce 2022.

## Sbírky
Dílo autorky se nachází v následujících stálých sbírkách:
- Muzeum moderního umění: 1 výtisk (k 1. červenci 2022)[13]
- Metropolitní muzeum umění: 12 výtisků (od 1. července 2022)[14]
- Muzeum amerického umění Whitneyové: 3 výtisky (od 1. července 2022)[15]
- Smithsonian American Art Museum, Washington, DC: 5 výtisků (od 1. července 2022)[16]
- Sanfranciské muzeum moderního umění: 4 výtisky (od 1. července 2022)[17]

## Ceny a ocenění
- 1990: Fulbright-Hays Research Grant[18]
- 1993: Guggenheimovo stipendium od John Simon Guggenheim Memorial Foundation[19]
- 2010 Anonymous Was A Woman Award[20]
- 2015 John S. and James L. Knight Foundation Award[21]

## Publikace
- Minor League. Seriál Fotografové při práci. Washington DC: Smithsonian. 1993. ISBN 156098290X.
- Treadwell. San Francisco: Kronika. 1996. ISBN 0811811182. S úvodem Marie Morris Hambourg a esejem Annie Proulx.
- Human Being. Portland: Nazraeli. 2001. ISBN 1590050061. S předmluvou Modica a "Anthropological Descriptions" od J. Michaela Hoffmana.
- Andrea Modica: Na hraně fikce. Light Work. 2001. ISBN 093544520X.
- Barbara. Portland: Nazraeli, 2002. ISBN 1590050878. S předmluvou Modica. 2002
- Real Indians (Skuteční indiáni). New York: Melcher. 2003. ISBN 0971793514. S úvodem Shermana Alexieho.
- Fountain. Lunenburg, VT: Stinehour, 2008. S doslovem Modica.
- L'Amico del Cuore. Portland: Nazraeli, 2014. ISBN 978-1-59005-405-5.
- As we wait. Itálie: Grafiche dell'Artiere. 2015. ISBN 978-8887569537. S úvodem Larryho Finka.
- 1. ledna, Itálie: Grafiche dell & #39;Artiere, 2018. ISBN 9788887569568
- Lentini, Kris Graves Projects, Queens, NY, 2019
- 2020, knihy TIS, Brooklyn, NY, 2020. ISBN 9781943146260
- Theatrum Equorum, knihy TIS, Brooklyn, NY, 2022. ISBN 9781943146314